# Setaria nepalense
Setaria nepalense là một loài thực vật có hoa trong họ Hòa thảo. Loài này được (Spreng.) Müll. Stuttg. miêu tả khoa học đầu tiên năm 1861.